# 兔冠狀病毒HKU14
兔冠狀病毒HKU14（Rabbit Coronavirus HKU14、RbCoV HKU14）是乙型冠狀病毒屬的一種病毒，在中國廣州市場中的家兔體內被發現，於2012年由香港大學的研究人員發表。

## 分類
兔冠狀病毒HKU14與乙型冠狀病毒1型、鼠冠狀病毒、人類冠狀病毒HKU1與中國鼠冠狀病毒HKU24皆是乙型冠狀病毒屬支序A（lineage A）的病毒，此演化支的病毒基因組中皆編碼血细胞凝集素酯酶（HE），其他冠狀病毒則無。支序A中兔冠狀病毒HKU14與乙型冠狀病毒1型的關係接近（較中國鼠冠狀病毒HKU24與乙型冠狀病毒1型的關係更為接近），因複製酶保守區域的胺基酸序列相似度小於90%而被認定是獨立物種，不過仍有研究者將其視為乙型冠狀病毒1型的一個分型。分子鐘分析顯示兔冠狀病毒HKU14是較近期才起源的病毒，可能於2002年左右才由共同祖先分支。

## 基因組
兔冠狀病毒HKU14的基因組約長31000nt，編碼冠狀病毒皆有的複製酶（1a/1b）和刺突蛋白（S）、膜蛋白（M）、外膜蛋白（E）與衣殼蛋白（N）等四種結構蛋白，另外還有血細胞凝集素酯酶（HE）以及NS2a和NS5a兩種輔助蛋白，其基因順序為1ab-NS2a-HE-S-NS5a-E-M-N。乙型冠狀病毒屬支序A的病毒除人類冠狀病毒HKU1外，在1ab與HE間都有編碼輔助蛋白NS2a，不過兔冠狀病毒HKU14的NS2a並非像支序A的其他病毒一樣是單一開放閱讀框，而是斷裂成3–4個較小的開放閱讀框。

## 其他兔冠狀病毒
1961年有北歐科學家發現用來培養梅毒螺旋體的兔子被未知病原感染，並偶爾造成死亡，1970年代此感染的死亡率一度高達七成，後來約翰霍普金斯大學研究證實此病原為冠狀病毒，但初步實驗結果顯示此病毒應屬甲型冠狀病毒屬，和兔冠狀病毒HKU14無關。